# Политика (альбом Bad Balance)
«Политика» — двенадцатый студийный альбом российской рэп-группы Bad Balance, выпущенный 16 сентября 2016 года на лейбле 100Pro.
Альбом был записан на студии 100Pro Studio в Москве в 2016 году. Третий участник группы Bad Balance, Купер, не принял участие в записи альбома. В записи песен «История модели» и «Соловьи» принял участие российский R&B-исполнитель Страйк. Музыку для альбома создали ШЕFF (под псевдонимом Сhill-Will) и Al Solo. Все тексты для альбома написали Al Solo и ШЕFF при содействии гострайтера Сергея «Ворона» Сорокина.
Презентация альбома в Москве состоялась в московском клубе «Lookin Rooms» 23 сентября 2016 года, в Питере — на следующий день в клубе «Грибоедов».

## Об альбоме
Согласно пресс-релизу альбома, сегодня мировой политикой управляет горстка финансистов, руками грязных чиновников создавая коррупцию во власти. Деньги полностью подчинили политику и хладнокровно изменили человеческие ценности…. Альбом был выпущен перед парламентскими выборами и представлен в двух версиях: отдельными треками и одним длинным миксом, который отличается от них не только сведением, но и саунддизайном.
Очередной концептуальный альбом под названием «Политика» был выпущен за два дня до единого дня голосования 18 сентября 2016 года. По словам Влада Валова, в альбоме «Политика» рассказана вся правда о современной политике и он обращается ко всем политикам мира от лица улиц. Рэперы являются своеобразным проводником для всех своих слушателей в мир большой политики и рассказывают о её многочисленных подводных камнях, из-за которых вспыхивают перевороты, беспорядки, войны и революции:
Альбом «Политика» обращается ко всем политикам мира от лица улиц. Мы говорим о чиновниках вещи, которые говорят люди в барах за кружкой пива. Этот альбом расскажет о многих подводных камнях, из-за которых вспыхивают: перевороты, забастовки, массовые беспорядки, революции, войны. Мы в альбоме «Политика» станем проводниками для наших слушателей. Это будет жёсткий и красивый альбом с концепцией.
В поддержку выхода альбома было снято два видеоклипа на песни «Политика» и «Государство». Спустя два года был выпущен видеоклип на песню «Оппозиция» без участия самой группы Bad Balance. В клипе фигурирует герой, шеф оппозиции, похожий на Алексея Навального. Оппозицию Влад Валов обвиняет в продажности, а в клипе — чуть ли не в терроризме. Герой, похожий на Навального, руководит взрывами в метро.

## Отзывы
В 2016 году музыкальный критик сайта InterMedia, Алексей Мажаев, заметил, что на этом альбоме Влад Валов высказывается о политике незажигательно и местами штампованно:
По нынешним временам всё это звучит, казалось бы, на редкость необычно и смело, но… что-то тут не так. Дело не только в треке «Оппозиция», где последней достаётся от Валова ещё хлеще, чем государству в треке «Государство». Проблема альбома заключается в том, что «дедушке» удаётся на все эти весьма острые и болезненные по сути темы высказаться на редкость незажигательно и местами штампованно. Влад так отстранённо перечисляет рифмованные пороки политиков, что слушатель остаётся равнодушным к описанным ужасам, не торопится на баррикады и даже не перепощивает альбом в блоге с комментарием «чо деется-то!»
В 2016 году арт-обозреватель новостного интернет-издания Ref news, Станислав Сорочинский, написал, что альбом однообразен и быстро наводит скуку:
Их альбом «Политика» по задумке — правдорубный манифест о том, что в политике одни только негодяи и воры. Задумка хорошая и актуальная. Вот только за редким исключением, все песни здесь абсолютно одинаковые. «Депутаты-политики, политики в постели, политики-чиновники, политики-воры…» — всё это одна большая телега про то, как в России жить тяжело. Жить действительно тяжело, но передать невыносимую тяжесть бытия Bad Balance убедительно не удалось. Слушать это, конечно, можно, но альбом быстро наводит скуку. Может, в этом тоже виноваты треклятые политики.
В 2016 году обозреватель портала Weburg, Олег Лузин, поместил альбом группы Bad Balance «Политика» в свой список «20 главных альбомов сентября».
В 2018 году на вопрос журналиста RrkShuvalov, какова была реакция общества на альбом «Политика», Влад Валов ответил, что ему даже угрожали после выпуска альбома:
Реакция разная, мне один человек звонил, представлялся фсбшником, пытался мне объяснить, что мне сейчас припаяют 5 лет тюрьмы, что-то там такого рода — я предложил ему подъехать, рассказать подробнее, только ксиву не забыть — мне просто стало любопытно, кто там такой шантажировать меня пытается. В итоге так никто ко мне и не приехал, хотя я нахожусь в самом центре Москвы, в гостинице Пекин.

## Список композиций
| №   | Название                              | Текст песни          | Музыка              | Длительность |
| --- | ------------------------------------- | -------------------- | ------------------- | ------------ |
| 1.  | «Государство»                         | Al Solo, ШЕFF        | Al Solo, Chill-Will | 4:17         |
| 2.  | «Политика»                            | Al Solo, ШЕFF        | Al Solo, Chill-Will | 3:57         |
| 3.  | «Пропаганда»                          | Al Solo, ШЕFF        | Al Solo             | 3:52         |
| 4.  | «Выборы»                              | Al Solo, ШЕFF        | Al Solo, Chill-Will | 3:57         |
| 5.  | «История модели» (совместно с Страйк) | Al Solo, Ворон, ШЕFF | Al Solo             | 3:49         |
| 6.  | «Полиция»                             | Al Solo, ШЕFF        | Al Solo             | 3:42         |
| 7.  | «Внешняя политика»                    | Al Solo, ШЕFF        | Al Solo             | 3:59         |
| 8.  | «Оппозиция»                           | Al Solo, ШЕFF        | Al Solo, Chill-Will | 3:46         |
| 9.  | «Соловьи» (совместно с Страйк)        | Al Solo, ШЕFF        | Al Solo             | 4:15         |
| 10. | «Средний класс»                       | Al Solo, ШЕFF        | Al Solo             | 3:59         |
| 11. | «Реформы»                             | ШЕFF                 | Al Solo, Chill-Will | 3:42         |
| 12. | «Демократия»                          | ШЕFF                 | Al Solo             | 3:53         |

## Участники записи
- ШЕFF (он же Сhill-Will) — вокал, автор слов (1-12), музыка (1, 2, 4, 8, 11), продюсер альбома
- Al Solo — вокал, автор слов (1-10), музыка (1-12)
- Страйк — вокал (5, 9)
- Сергей Сорокин (Ворон) — автор слов (5)
- Роман Синцов — запись, сведение, мастеринг на студии 100Pro Studio в Москве
- Сергей Zver — дизайн